# Daddala lucia
Daddala lucia är en fjärilsart som beskrevs av Kobes 1985. Daddala lucia ingår i släktet Daddala och familjen nattflyn. Inga underarter finns listade i Catalogue of Life.